# كريس أدكوك
كريس أدكوك (بالإنجليزية: Chris Adcock) هو لاعب كرة الريشة بريطاني، ولد في 27 أبريل 1989 في ليستر في المملكة المتحدة.

## وصلات خارجية
- كريس أدكوك على موقع BWF.tournamentsoftware.com (الإنجليزية)
- كريس أدكوك على موقع BWFbadminton.com (الإنجليزية)
- كريس أدكوك على موقع اللجنة الأولمبية الدولية (الإنجليزية)
- كريس أدكوك على موقع أوليمبيديا (الإنجليزية)
- كريس أدكوك على موقع اللجنة الأولمبية البريطانية (الإنجليزية)
- كريس أدكوك على موقع اتحاد ألعاب الكومنولث (مؤرشف) (الإنجليزية)
- كريس أدكوك على موقع اتحاد ألعاب الكومنولث (مؤرشف) (الإنجليزية)